# Mysidioides sordida
Mysidioides sordida är en insektsart som först beskrevs av Frederick Arthur Godfrey Muir 1913.  Mysidioides sordida ingår i släktet Mysidioides och familjen Derbidae. Inga underarter finns listade i Catalogue of Life.